# Museo della civiltà contadina e pastorale
Il Museo della civiltà contadina e pastorale è un museo collocato all'interno del padiglione Torlonia ad Avezzano.

## Storia
Dagli anni successivi al terremoto della Marsica del 1915 il museo permanente della civiltà contadina e pastorale è ospitato all'interno del padiglione.
Nel 1977, in occasione delle celebrazioni per il centenario del prosciugamento del lago Fucino e a conclusione del venticinquennale della riforma agraria, è stato esposto del materiale proveniente da alcune collezioni private di Cerqueto di Fano Adriano, Lanciano e Roio. I componenti lignei e la volta del padiglione sono stati restaurati negli anni ottanta dall'artista marsicano Pasquale Di Fabio.
Nel 2016 è stato completato il nuovo restauro del padiglione Torlonia finanziato dall'associazione nazionale costruttori edili della provincia dell'Aquila e promosso dall'ente Regione Abruzzo.

## Descrizione
Diversi i materiali e gli arnesi esposti che hanno così trovato spazio in un ambiente che nella storia è stato appannaggio esclusivo della nobiltà:
stecca di busto femminile in legno di faggio, ciocie, bastoni lignei, telai, pettini e licci dei telai, rocchetti, fusi e navette da telaio, anelli da basto per legare le corde, sfibratori battenti e pettini per lavorare la canapa, sellone da carretto, sella da monta, lucerne, coppelle, marchi in legno e ferro per bestiame, giogo per buoi, fucili da avancarica, aratri, rastrelli, forcine, cappelli da pastore, organetti tipo "Dù Bott", attrezzi per dissodare e lavorare la terra.
Sulle pareti sono collocate fotografie inedite del lago Fucino e dei paesi ripuari che vivevano dell'abbondante pescosità delle acque. Vi sono conservate, infine, delle illustrazioni ottocentesche del viaggiatore inglese Edward Lear che raffigurano a china gli scenari paesaggistici del territorio. Un elemento che lo caratterizza è rappresentato da otto motti dipinti su legno, relativi al mondo agricolo ed alla sua importanza economica e sociale.